# SCR 1138-7721
SCR 1138-7721 (SCR J1138-7721) es una estrella de magnitud aparente +14,78.
Está situada en la constelación austral de Chamaeleon, el camaleón, a 27 minutos de arco de la variable YZ Chamaeleontis.
Fue descubierta en 2004 durante la búsqueda de estrellas con movimiento propio alto en el marco del estudio superCOSMOS-RECONS (SCR), por lo que no figura en el Catálogo Luyten Half Second ni en el Catálogo Gliese.
Se encuentra a 26,7 ± 0,7 años luz del sistema solar.
SCR 1138-7721 es una enana roja de tipo espectral M5V, siendo sus características similares a las de Gliese 682 o YZ Canis Minoris.
Tiene una baja temperatura superficial de ~ 2774 K y la medida de su diámetro angular —0,184 milisegundos de arco— permite estimar su diámetro real, equivalente al 16% del que tiene el Sol.
Como cabría esperar, su luminosidad bolométrica —energía emitida en todas las longitudes de onda— es muy baja, pues apenas supone el 1,4% de la luminosidad solar.
La relación masa-luminosidad para estrellas de la secuencia principal permite evaluar de forma aproximada su masa, en torno al 18% de la masa solar.